# Изазов (филм)
Изазов је руски филм из 2023. године, редитеља Клима Шипенка. Филм је први играни дугометражни филм делимично сниман у свемиру чије су сцене тамо снимили филмски професионалци. Премијерно је приказан 12. априла 2023. године у Русији. У биоскопима је почео да се приказује од 20. априла 2023. године.
Филм је објављен 3. септембра исте године на руској стриминг платформи 'Старт'. Премијера филма у Србији одржала се 19. априла  док је биоскопска дистрибуција почела дан касније.
Телевизијска премијера филма у Србији била је 10. јануара 2024. на каналу РТС 1, само девет дана након руске телевизијске премијере на Првом каналу.
У њему једну од главних мушких улога тумачи наш глумац Милош Биковић који је стекао велику популарност у Русији. Ово је његова друга сарадња са редитељем, након рада на филму "Слуга".

## Радња
Космонаут Олег Богданов тешко је повређен током мисије на свемирској станици. Повреде су такве да не сме бити враћен на Земљу. Хируршкиња Евгенија Бељајева изабрана је да буде послата у свемир где ће покушати да спасе Богданова. Иако врхунска у свом послу, њен приватни живот је далеко од идеалног, а успех операције у свемирским условима је врло неизвестан.

## Улоге
| Глумац             | Улога                           |
| ------------------ | ------------------------------- |
| Јулија Пересилд    | Евгенија Владимировна Бељајева  |
| Милош Биковић      | Владислав Николајевич Николајев |
| Владимир Машков    | Константин Андрејевич Волин     |
| Александар Балујев | генерални директор Роскосмоса   |
| Андреј Шчепочкин   | Валентин Борисович Вершињин     |
| Олег Новицки       | Олег Богданов                   |
| Антон Шкаплеров    | Антон Шкаплеров                 |
| Петар Дубров       | Петар Кудравцев                 |
| Алексеј Гришин     | Генадиј Симонов                 |
| Елена Ваљушкина    | Галина Василијевна              |

## Снимање
Милош Биковић није снимао своје сцене у свемиру, јер није било могућности да се транспортује још један човек у свемир. У емисији редитељ Клим Шипенко у уживо програму открио је глумцу да је постајало још једно слободно место у ракети, али није било могућности да га потом и врате.
Иако није снимао у свемиру, прошао је обуку за астронаута и снимао је у авиону који пада са висине од девет хиљада метара.
Редитељ филма Клим Шипенко рекао је за медије да је постојала идеја о сусрету америчке посаде односно екипе њиховог филма која би слетела у сличном периоду на међународну станицу и руске екипе овог филма и заједничкој сцени поздрављања. Ипак, то се није догодило јер из непознатог разлога они нису узлетели иако су много раније заказали свој термин.